# Maltignano
Maltignano és una localitat i comune italiana de la província de Ascoli Piceno, regió de les Marques, amb 2546 habitants.

## Evolució demogràfica[1]
| Gràfica d'evolució de Maltignano entre 1861 i 2001 |
|                                                    |